# Bukovac Perušićki
Bukovac Perušićki falu Horvátországban Lika-Zengg megyében. Közigazgatásilag Perušićhoz tartozik.

## Fekvése
Gospićtól légvonalban 13 km-re közúton 18 km-re északkeletre, községközpontjától légvonalban 4 km-re közúton 5 km-re keletre, az A1-es autópálya mellett fekszik.

## Története
A terület 1689-ben szabadult fel a százötven évi török uralom alól. A szabaddá vált területre katolikus horvátok települtek, akik határőrszolgálatot láttak el. Az otocsáni ezred perušići századához tartoztak. A falunak 1857-ben 478, 1910-ben 453 lakosa volt. A trianoni békeszerződés előtt Lika-Korbava vármegye Perušići járásához tartozott. Ezt követően előbb a Szerb-Horvát-Szlovén Királyság, majd Jugoszlávia része lett. 1991-ben lakosságának 98 százaléka horvát nemzetiségű volt. 1991-ben a független Horvátország része lett. 2011-ben 91 lakosa volt, akik földműveléssel, állattartással foglalkoznak.

## Lakosság
| Lakosság változása | Lakosság változása | Lakosság változása | Lakosság változása | Lakosság változása | Lakosság változása | Lakosság változása | Lakosság változása | Lakosság változása | Lakosság változása | Lakosság változása | Lakosság változása | Lakosság változása | Lakosság változása | Lakosság változása | Lakosság változása |
| ------------------ | ------------------ | ------------------ | ------------------ | ------------------ | ------------------ | ------------------ | ------------------ | ------------------ | ------------------ | ------------------ | ------------------ | ------------------ | ------------------ | ------------------ | ------------------ |
| 1857               | 1869               | 1880               | 1890               | 1900               | 1910               | 1921               | 1931               | 1948               | 1953               | 1961               | 1971               | 1981               | 1991               | 2001               | 2011               |
| 478                | 540                | 490                | 400                | 425                | 453                | 473                | 450                | 351                | 364                | 329                | 278                | 190                | 221                | 115                | 91                 |

## Nevezetességei
A „Lipova glavica” régészeti lelőhely az azonos nevű településrésztől északkeletre, egy kis dombon, 670 méteres magasságban található. Ennek az őskori dombnak a három nagy települési fennsíkját,  melyből az északi fennsíkot Turski sajamnak (Török Vásárnak) vagy Sajmištének hívják, száraz technikával épített kősánc védte. A régészeti feltárások során nagyszámú különféle régészeti anyagmaradvány került elő, melyek többnyire a középső és a késő La Tène-kultúra korszakából származnak. A leletek, Egy kőből csiszolt balta és egy sérült bronz sarló, amelyet a szikla repedéseiben belül találtak, tanúskodnak ennek a domboldalnak a korai betelepüléséről.
A Szentháromság-templom gótikus épület, a főhomlokzat északnyugati tájolású. Egyhajós épület, négyszögletes alaprajzú hajóval, négyszögletes szentéllyel és harangdúccal az oromzaton. A templomhajó síkmennyezetű volt, a szentély pedig geometriai kialakítású konzolokon nyugvó keresztbordás boltozattal rendelkezett. A főhomlokzatot kőprofilú gótikus ajtókerettel ellátott portál tagolja. Fennmaradt az építéskori menza oltárköve. A templom a 14. században épült, 1771-ben és 1923-ban megújították, de a horvátországi háborúban súlyosan megrongálódott. Egyike a török előtti időszak kevés, máig fennmaradt likai épületeinek.